# Col d'Aphanize
Pour les articles homonymes, voir Aphanize.
Le col d'Aphanize (prononcé avec un p aspiré), ou Aphanicé, est un col de montagne situé au-dessus de Béhorléguy en Basse-Navarre (France).

## Toponymie
Le nom d'Aphanize est également porté par un affluent du Saison.

## Géographie
Il se situe à la limite des bassins de la Bidouze et de la Nive. Il domine au nord Eltzarreko ordokia et la source de la Bidouze, au sud la vallée du Laurhibar, un affluent de la Nive.
Le col est adossé au pic de Béhorléguy (1 265 m).
On y accède depuis Saint-Jean-le-Vieux et Béhorléguy par une route pastorale permettant de rejoindre Alçay ou Aussurucq en Soule par le col de Burdin Olatzé.
S'y trouve un gouffre présentant un puits vertical de 328 m.